# (15316) Okagakimachi
(15316) Okagakimachi est un astéroïde de la ceinture principale.

## Description
(15316) Okagakimachi est un astéroïde de la ceinture principale. Il fut découvert le 20 avril 1993 à Kitami par Kin Endate et Kazuro Watanabe. Il présente une orbite caractérisée par un demi-grand axe de 2,29 UA, une excentricité de 0,16 et une inclinaison de 0,8° par rapport à l'écliptique.